# 沃伦·戴米安·曼舍尔
沃伦·戴米安·曼舍尔 (1924年1月6日-1990年2月25日)，是一位编辑、投资银行家、出版家和外交官。

## 早期生活、教育和职业生涯
沃伦·曼舍尔出生于法国，第二次世界大战之前同家人从德国移民到美国。 他在二战期间入伍美国军队，并最终许可最终许可了几家受同盟影响的报纸和一家新的德国通讯社。二战后，曼舍尔被哈佛大学录取，并在那里修完了他的学士、硕士和博士学位。在哈佛大学当教员的时候,他与随后获得诺贝尔和平奖的 美国国务卿亨利·基辛格共用一个办公室，因此与之缔结深厚的友谊。取得博士学位后，曼舍尔因其先进的"最新出版的促进和平的文件"获得哈佛大学著名的1952年追奖。此书是一本关于战后欧洲统一的国际关系学术著作
哈佛大学毕业后不久，作为一个反共产主义组织的美洲和欧洲的知识分子，曼舍尔成为了文化自由安理会的主任和首席行政官(1954-1955)。任职结束同年，他入职纽约的科尔曼公司，并最终成为其研究机构的管理伙伴和主任。曼舍尔于1977年退休。 1978年，作为银行投资的专家，曼舍尔还在比利时与他人共同创立了现今是Euronext的一部分的欧洲选项交换。他还是哈佛大学的监察委员会的委员。1981年外交业务后，曼舍尔开始担任Dreyfus基金公司董事会的董事。

## 《公众利益》《外交政策》杂志
曼舍尔是一个新自由主义者，他在整个1960年代和1970年代作为一个社会、政治和国际关系方面知识分子的影响力持续提高。1965年，曼舍尔与欧文·克里斯托尔共同创立并发表《公众利益》杂志。 在沃伦·曼舍尔的发行人任期内，《公众利益》为领先和先进的知识分子发声。这其中就包含西摩·马丁Lipset、彼得·德鲁克、莱昂斯、丹尼尔·帕特里克·莫伊尼汉和弗朗西斯·福山。
1970年，曼舍尔和他的朋友塞缪尔·P·亨廷顿发行了很有影响的《外交政策》杂志。塞缪尔随后创作了《冲突的文明》，并与卡内基国际和平保持联络。曼舍尔聘请了理查德·霍尔布鲁克作为《外交政策》的第一位总编辑。理查德后来历任美国助理国务卿、 美国驻德国大使、美国驻联合国大使和、《代顿协定》的和平谈判代表和中东地区美国总统特使。由曼舍尔担任编辑和发行人的《外交政策》持续发行至1990年其去世。在他的指导下，《外交政策》在学术界、金融界、政治界和政府为知识分子发声。《外交政策》现在属于《华盛顿邮报》公司的一个业务部门板岩集团，一个业务单位的 .

## 政治顾问，外交官
作为美国外交关系委员会的成员和社会、经济和政治事务和国际关系方面的专家，曼舍尔被窃听到作为红颜知己服务于美国显赫的国家政治人物。这其中包括参议员丹尼尔·帕特里克·莫伊尼汉、参议员和总统候选人尤金·麦卡锡、参议员和总统候选人弗兰克·丘奇和副总统及民主党提名的主席沃尔特·蒙代尔。出于对他的身体工作的承认，总统吉米·卡特任命沃伦·曼舍尔为美国驻丹麦大使。自1978至1981年，曼舍尔在这个职位上做了杰出的工作。

## 曼舍尔在美国哈佛大学的美国外交政策讲座
为了强调沃伦·戴米安·曼舍尔大使及他的夫人和伙伴安妮塔·科尔曼对于社会与政治正义和国际关系的重视，曼舍尔的朋友和家人在哈佛大学威瑟海德国际事务中心（WCFIA）举办了沃伦和安妮塔·曼谢尔美国外交政策讲座。迄今为止，曼希尔讲师和获奖者包括下面几人：
- 欧文·克里斯托尔，共同创始人，《公共利益》、《国家利益》
- 参议员丹尼尔·帕特里克·莫伊尼汉
- 安东尼·雷克，总统国家安全事务助理
- 大使理查德·C·霍尔布鲁克，前助理国务秘书
- 豪尔赫·卡斯塔涅达，前任墨西哥外交关系秘书
- 理查德·W·费舍尔，达拉斯联邦储备银行的主席
- 最尊敬的戴斯蒙·屠图大主教，诺贝尔和平奖获得者
- 枢密院男爵夫人雪莉·威廉姆斯，自由民主党，议院
- 西摩·赫什，《纽约客》调查记者